# 捷庫切
48°23′3″N 24°48′24″E / 48.38417°N 24.80667°E
捷庫切（烏克蘭語：Текуча），是烏克蘭的村落，位於該國西部伊萬諾-弗蘭科夫斯克州，由科索夫區負責管轄，面積26.7平方公里，2001年人口1,384，人口密度每平方公里51.8人。